# تاریخ بایبل کمبریج
تاریخ بایبل کمبریج (به انگلیسی: The Cambridge History of the Bible) کتابی سه جلدی است که توسط انتشارات دانشگاهی کمبریج منتشر شده است.